# Pteropus giganteus
Pteropus giganteus é uma espécie de morcego da família Pteropodidae, chamado pacó em português, ou raposa-voadora. Pode ser encontrado no Paquistão, Nepal, Índia, Sri Lanka, Maldivas, Bangladesh e China. É o maior morcego, com 120 cm de envergadura e média de 30 cm de comprimento. De hábitos noturnos, alimenta-se principalmente de frutas.